# Kompleks Bushveld
Kompleks Bushveld (BIC) je največji večplastni magmatski vdor v zemeljsko skorjo. Bila je nagnjena in erodirana, tako da je oblikovala izdanke okoli, kar se zdi, da je rob velikega geološkega bazena: Transvaalskega bazena. Star je približno dve milijardi let in je razdeljen na štiri krake ali režnje: severni, vzhodni, južni in zahodni. Obsega Rustenburško plastovito svito, Lebowa granite in Rooiberg Felsics, ki jih prekrivajo sedimenti Karoo. Mesto je okoli leta 1897 prvič objavil Gustaaf Molengraaff, ki je našel domorodna južnoafriška plemena, ki živijo na tem območju in okoli njega.
BIC, ki leži v Južni Afriki, vsebuje nekaj najbogatejših nahajališč rude na Zemlji. Vsebuje največje svetovne zaloge kovin platinske skupine (PGM) in elementov platinske skupine (PGE) — platine, paladija, osmija, iridija, rodija in rutenija — skupaj z ogromnimi količinami železa, kositra, kroma, titana in vanadija. Uporabljajo se v, vendar ne omejeno na, nakitu, avtomobilih in elektroniki. Gabro ali norit se prav tako pridobiva iz delov kompleksa in preliva v merski kamen. Izvedenih je bilo več kot 20 rudniških operacij. Obstajajo študije potencialnih nahajališč urana. Kompleks je znan po nahajališčih kromitnih grebenov, zlasti grebena Merensky in grebena UG2. Predstavlja približno 75 odstotkov svetovne platine in približno 50 odstotkov svetovnih virov paladija. V tem pogledu je kompleks Bushveld edinstven in eden izmed ekonomsko najpomembnejših kompleksov mineralnih nahajališč na svetu.

## Geologija

### Izvor in nastanek
Kompleks Bushveld pokriva hruškasto območje v osrednjem Transvaalu. Razdeljen je na vzhodni in zahodni del z nadaljnjim severnim podaljškom.
Vsi trije deli sistema so bili oblikovani približno ob istem času – pred približno 2 milijardama let – in so si izjemno podobni. Ogromne količine staljene kamnine iz zemeljskega plašča so bile prinesene na površje skozi dolge navpične razpoke v zemeljski skorji – ogromne lokaste diferencirane lopolitične intruzije –, ki so ustvarile geološki vdor, znan kot Bushveld Magneous Complex.
Ti vdori naj bi bili pred bližnjim udarcem Vredeforta na jugu, približno 30 milijonov let. Učinki teh injekcij staljene kamnine skozi čas, skupaj s kristalizacijo različnih mineralov pri različnih temperaturah, so povzročili nastanek strukture, ki je precej podobna večplastni torti, sestavljeni iz različnih kamnitih plasti, vključno s tremi plastmi, ki vsebujejo PGM, imenovane grebeni. Velik del osrednjega območja prekrivajo mlajše kamnine.
Ekstruzije so bile nameščene nad zgodnjim diabazičnim pragom, katerega izdanki so vidni na jugovzhodni strani kompleksa. Ti so običajno zelenkaste barve in sestavljeni iz klinopiroksena, spremenjenega v rogovačo in plagioklaz, in veljajo za najzgodnejšo fazo kompleksa.
Kompleks vključuje večplastne mafične vdore (Rustenburška večplastna suita) in felzično fazo. Kompleks ima svoje geografsko središče severno od Pretorie v Južni Afriki na približno 25° J in 29° V. Pokriva več kot 66.000 km2, območje velikosti Irske.
Kompleks se razlikuje po debelini, ponekod doseže 9 kilometrov. Litologije se razlikujejo od pretežno ultramafičnega peridotita, kromitita, harzburgita in bronzita v spodnjih odsekih do mafičnega norita, anortozita in gabra proti vrhu, mafični rustenburški plastni suiti pa sledi felzična faza (granitna suita Lebowa).
Rudna telesa znotraj kompleksa vključujejo greben UG2 (zgornja skupina 2), ki vsebuje do 43,5 % kromita, in platinonosna horizonta Merensky Reef in Platreef. Debelina grebena Merensky se giblje od 30 do 90 cm. Je norit z obsežnimi kromitnimi in sulfidnimi plastmi ali conami, ki vsebujejo rudo.
Greben vsebuje povprečno 10 ppm kovin platinske skupine v pirotitu, pentlanditu in piritu ter v redkih mineralih in zlitinah platinske skupine. Grebena Merensky in UG2 vsebujeta približno 90 % svetovno znanih zalog PGM. Približno 80 % platine in 20 % paladija, izkopanega vsako leto, se proizvede iz teh obzorij.

### Predlagani mehanizmi nastanka
O mehanizmih nastanka kromitnih plasti v magmatskem kompleksu Bushveld se zelo razpravlja: predlagani so bili številni mehanizmi. Sledi neizčrpen seznam procesov nastajanja kromitnih formacij.
- Spremembe kemijskih in fizikalnih lastnosti povzročijo, da se magma koncentrira v kromitu. Ko se to zgodi, se likvidus osvobodi drugih faz. Zato je kromit edini mineral, ki kristalizira v talini in se tako kopiči v monomineralnih plasteh na dnu magmatske komore.[13]
- Povečanje skupnega tlaka v sistemu, fugitivnosti kisika in alfa-silicijevega dioksida.
- Enega najbolj sprejetih mehanizmov je predlagal Irvine: domneva se, da so kromititi morda nastali, ko je kemično primitivna magma vdrla v obstoječo komoro, da bi se pomešala z diferencirano magmo.
- Gravitacijsko in velikostno kontrolirano usedanje in ločevanje kromitnih zrn (sočasno z olivinom in OPX) v goščah, bogatih s kristali
- Mešanje stalne magme in granitnih talin, pridobljenih iz taljivih podeželskih kamnin[14]
- Mešanje ultramafične magme slojevitih intruzij z magmo, ki izvira iz anortozitov
- Deformacija magmatske komore, nukleacija, vzpenjanje in širjenje plinskih mehurčkov ali umestitev novega impulza magme, ki poveča pogoje skupnega tlaka.
- Povečanje fugitivnosti kisika v magmi znotraj komore, verjetno zaradi sprostitve plinskega tlaka, diferenčne difuzije vodika ali izgube plinov z difuzijo.
- Absorpcija vode s strani magme.

Obstaja predlog o izvoru vsaj treh različnih procesov, ki se uporabljajo za modeliranje mineralizacije PGE na tem območju:
- Zbiranje s sulfidnimi tekočinami zaradi afinitete PGE do sulfidne taline
- Neposredno kristaliziran iz silikatne magme in nato zbran z oksidnimi minerali[15][16]
- Koncentracija s hidrotermalnimi in/ali hidromagmatskimi tekočinami[17]

## Strukture

### Plasti
Kompleks Bushveld je plastna mafična intruzija (LMI) z dobro definiranimi rudnimi telesi stratiformnih kromitnih plasti, koncentriranih s tako imenovano kritično cono; ti se imenujejo grebeni. Tri glavna nahajališča grebenov so greben Merensky, greben UG2 in Platreef. Ti grebeni so večinoma neprekinjene do diskontinuirane kromitne plasti s količino PGE mineralizacije. Površinske kamnine so izpostavljene kot ločeni režnji ali kraki (glavni so vzhodni, zahodni in severni kraki) in pokrivajo površino približno 66.000 km2. Ta velika magmatska provinca obsega tri glavne magmatske nize Lebowa Granite Suite (veliki granitni vdori tipa A), Rustenburg Layered Suite (približno 8 km debelo plastovito mafično-ultramafsko kumulativno zaporedje) in Rashoop Granophyre Suite (granofirske kamnine). Ti so izpostavljeni kot večplastna zaporedja vdorov v obliki plošč, ki so običajno razdeljena na pet glavnih območij (od dna do površine): obrobna, spodnja, kritična, glavna in zgornja cona. Te lahko vidimo v zaporedju znotraj omenjenih režnjev. Kar se tiče osrednjega območja, prevladujejo graniti in druge sorodne kamnine.
V severnem kraku, na območju Potgietersrus, je opazen velik metamorfni kontaktni avreol.
Udarna struktura Vredefort je nastala pred vdorom BIC in se je izkazalo, da verjetno ni povezana z mineralizacijo BIC.
Greben Merenskega lahko razdelimo na pet plasti (od spodaj navzgor):
- Lisasti anortozit (Mer-Ano): svetlo obarvan anortozit (baza prekrivajočih kromitnih plasti) s temno obarvanimi trakovi piroksenovih oikokristalov. Ta plast ima veliko višje razmerje v mineralih Pd/Pt (~20:2) in vsebuje sulfide, revne z Fe, kot so halkopirit, pentlandit, pirotin z manjšimi količinami galenita in sfalerita.
- Spodnji kromit (Mer-ChL): temno obarvana plast subedričnega do anedričnega kromita z različnimi velikostmi zrn od 0,5 do 2 mm v premeru, obdana s plagioklazom (nekateri opazovani relikti v poikilitnem glinencu s primerljivo velikostjo kot anortozitna osnovna plast) in ortopiroksenskimi oikokristali. Ta plast se zaključi z ostrim stikom z nožno steno. Kar zadeva mineralizacijo, vsebuje manjše količine (c. 0,7 %) zrnatega pentlandita, halkopirita, pirotita in pirita. V mineralizaciji PGE prevladujejo Pt-sulfidi in drugi Pt-minerali z manjšimi količinami Pd-mineralov, kar ima za posledico visoko razmerje Pt/Pd (c. 106:4).
- Zgornji kromit (Mer-ChU): nekoliko podoben sloju spodnjega kromita, vendar so kromitna zrna drobnejša (0,2 do ·4 mm) in bolj gosto zapakirana. Ponovno prevladuje Pt-mineral glede na Pd z manjšimi količinami sulfidov, bogatih s Cu-Ni (halkopirit, pentlandit in manjši pirotin).
- Pegmatit Merenskega (Mer-Peg): zeleno-rjava plast grobozrnatega do pegmatitnega melanorita, ki je debel približno 2,4 do 2,8 cm. Vsebuje mehčaste zaplate interkumulusnega plagioklaza z mezo- do akumuliranim piroksenitom z nekaterimi zrni ortopiroksena, ki dosegajo velikosti do 5 cm. Kromitna zrna so skoraj odsotna z manjšimi količinami v bližini zgornjega kontakta kromita. Sulfidna mineralizacija je spet manjša od c. 0,7 % mineralov in prevladujejo sulfidi, bogati z Fe (več pirotina glede na pentlandit in halkopirit). Tam so manjše količine PGM v primerjavi s kromititi.
- Melanorit Merenskega (Mer-Nor): Nekoliko podoben prejšnjemu sloju, vendar je finejši (srednjezrnat) ortokumulirani melanorit z 1,6 % razpršene in medzrnate do zrnate sulfidne mineralizacije s prevladujočim železom (pirotin z nekaj pentlandita in halkopirita). Je bolj bogat s halkopiritom, vendar se pojavlja kot manjša (< 1,5 mm) zrna od tistih, ki jih najdemo v pegmatitu. Obstaja interkumulusni kremen, minerali z redkimi zemeljskimi elementi in simplektiti albit-anortit-ortoklaz.

Piroksenit UG2 (greben): V kamnini gostiteljici homititov UG2 prevladujejo zrnat ortopiroksen, intersticijski plagioklaz in klinopiroksen z manjšimi spremenljivimi količinami pomožnih mineralov, kot je flogopit. Kromititi UG2 so podloženi s podnožjem iz piroksenita, ki se razlikuje od piroksenita viseče stene. Kromitna subhedralna do subhedralna (manj kot 0,5 mm velika) zrna so manjša (ok. 4 %), a stalna faza, ki je vgrajena z ortopiroksenom (in drugimi intersticijskimi fazami, kot so omenjene) v tem piroksenitu s podnožjem. V izdankih in na stenah rudnika so vidni veliki oikokristali.
Platreef: ta struktura grebena je razdeljena na tri dele:
- Spodnji greben je sestavljen iz noritov in feldspatskih piroksenitov, ki so bili rekristalizirani in pretisnjeni. Ta plast ima veliko ksenolitov podeželskih kamnin, zlasti blizu dna plasti.
- Osrednji ali Srednji greben je sestavljen iz magmatskega peridotita in rekristaliziranih mafičnih kamnin 'različne teksture' z metasedimentnimi ksenoliti.
- Zgornji greben je sestavljen predvsem iz plagioklaz-piroksenita in norita, ki se je postopoma spremenil v norit in gabronorit proti stiku glavne cone (glej enote). Obstajajo ksenoliti, vendar so ti razmeroma redki brečasti kromititi v feldspatnem piroksenitu blizu vrha grebena.

### Prelomi in strižne strukture
BIC vsebuje več strižnih območij, nekatera so znotraj znanih prelomov, med katerimi so najpomembnejše strižna cona Jagersfontein (JSZ), strižna cona Klerksdorp (KSZ), strižna cona Potgietersrus (PSZ), Thabazimbi-Murchisonova linija (TML), strižna cona Brits (BSZ), strižna cona reke Olifants (ORSZ) in Steelpoort Shear Zone (SSZ).
Te strižne strukture nadzirajo več dejavnikov in imajo velike geološke posledice v kompleksu Bushveld, vključno s strukturnimi, mineraloškimi, tektonskimi, metamorfnimi in ekonomskimi. Nekatere strukturne kontrole vključujejo smer in tok magme in vdorov, strukturne pasti za mineralizacijo in strukturni razvoj kompleksa. Mineralizacija nadzira elemente platinske skupine (PGE) in kovine platinske skupine (PGM), koncentrate kroma, bakra, niklja, zlata in vanadija, nastanek in orientacijo grebena ter vpliva na vrsto mineralizacije, na primer magmatske in hidrotermalne usedline. Tektonske kontrole in učinke je mogoče videti ali nakazati s stratigrafskim in zgoščevanjem in redčenjem skorje, zapisom tektonske aktivnosti glede na vrsto strukture, kot so trki in razpoke, ter vplivom na razvoj BIC. Metamorfne kontrole so lokalizirani metamorfizem in spremembe v strižnih območjih, vplivajo na tvorbo in stabilnost mineralov in lahko pokažejo znake poti tlak-temperatura-čas (P-T-T). Gospodarski nadzor vključuje nahajališča mineralov, pomaga pri usmerjanju rudarjenja in raziskovanja ter pri ocenjevanju in pridobivanju virov in rezerv.

## Enote
Splošno mineralno sestavo kromitnih plasti v kompleksu Bushveld sestavljajo olivin + kromit, kromit +/- bronzit + plagioklaz, kromit + plagioklaz in kromit + klinopiroksen.
Večplastno zaporedje BIC je običajno razdeljeno na pet različnih območij:
- Zgornja cona: To je najvišja komponenta večplastne suite Rustenburg (RLS). Ta cona je gosta gabrska sukcesija in bočno prevladuje v kumulatih, bogatih z železom, ki gostijo enega največjih virov titan-magnetita na svetu.[23] Splošna združba kamnin je gabro + olivin diorit + anortorzit. Zgornja cona je debela približno 1000–2700 m in je sestavljena iz gabra in anortozita, ki postopoma prekrivata bolj diferencirane kamnine, kot je diorit. Zgornjo cono sestavlja 24 večjih plasti masivnega magnetita do približno 6 m debeline. Stik med glavno in zgornjo cono je običajno definiran s prvim pojavom kumulusnega magnetita. Po drugi strani pa nekateri delavci postavljajo mejo na opazno plast piroksenita, za katero so značilni obrati v stratigrafskih trendih izotopskih razmerij Sr in obogatitev z železom, ki je na stotine metrov pod prvim pojavom kumulusnega magnetita.
- Glavna cona: Sestavljena je iz zaporedja gabronoritov s pasovi piroksenita in anortozita. Glavna cona je debela približno 1600–3500 m. Obstaja enotno zaporedje kumulatov, sestavljenih iz norita in gabronorita. Anortozitne plasti predstavljajo približno 5 odstotkov litologije. Poleg tega je piroksenita malo, magnezijev olivin in kromov spinel pa nista prisotna v tem območju.
- Kritična cona: približno 930-1500 m debela, razmejena kot njen odsek, ker vsebuje več kromitnih slojev/plasti, tukaj so koncentrirane kromitne plasti: sestavljene iz kromitov spodnje skupine (LG) LG1-LG7, LG6 (razdeljenih kot LG6A, LG6B), kromitov srednje skupine (najdemo jih med lcz in ucz, t meja) (MG) MG1 do MG4 in kromita zgornje skupine (UG) UG1 in UG2 za skupno 13 kromitnih [20] spojev, prepoznanih v kritičnem območju. Območje, razdeljeno na zgornje in spodnje kritične podcone. Samo v kritični coni je bilo identificiranih kar 25 posameznih kromitnih plasti, od katerih jih je 14 identificiranih kot večjih kromitnih šivov, razdeljenih v štiri različne vrste: bazni cikli tipa I-LCZ, bazni cikli tipa II-UCZ, tanki vmesni sloj tipa III znotraj ciklenov, vrvice tipa IV, povezane s pegmatoidi OPX.
- Zgornja kritična cona: približno 450–1000 m debela, opredeljena kot plast anortozita, najdena med dvema slojema kromita, kromita MG2 in MG3, s ponavljajočimi se ali cikličnimi plastmi (ciklični izvor je sporen, ali gre za večkratne vbrizgave nove magme[24] ali če je posledica bazalnega usedanja kristalne kaše, ki jo prenaša gnojevka tok), kromite, ki jih prekriva harzburgit (ni vedno prisoten), nato piroksenit, norit in končno anortozit.
- Spodnja kritična cona: To je z olivinom bogat ultramafični kumulat, ki je debel približno 500 m in je v celoti sestavljen iz ultramafitnih kumulatov, kjer prevladuje piroksenit z nekaj prisotnosti kumulusa plagioklaza v nekaterih kamninskih plasteh. LG-ji (LG1-LG7), ki jih gosti ta feldspatni piroksenit, vsebujejo LG6, ki je najdebelejši in najbolj ekonomičen kromitni sloj v Bushveldu s splošno združbo kamnin piroksenita, harzburgita in dunita.
- Spodnja cona: splošna združba kamnin je piroksenit + harzburgit + dunit. Spodnja cona je debela približno 900–1600 m in je sestavljena iz plastovitih kumulatov, nasičenih z olivinom in ortopiroksenom. Kromitne plasti v tej coni so znane samo iz severnega in zahodnega dela kompleksa.
- Obrobna cona: (ni vedno prisotna) je odsek, ki je debel do 250 m, sestavljen iz masivnega, drobno do srednjezrnatega norita in gabronorita z različnimi količinami pomožnih mineralov, kot so kremen, roženec, klinopiroksen in biotit. To je jasen znak metasedimentov, ki onesnažujejo magmo.

## Rudarstvo
Območje ima veliko različnih nahajališč rude, vendar večinoma s poudarkom na PGE (predvsem platina in paladij), vanadij, železo (na splošno iz magnetita), krom, uran, kositer, ... Obstaja več večjih rudarskih podjetij, ki so močno vključena v to področje, zlasti AngloAmerican, African Rainbow Minerals, Impala Platinum, Northam Platinum Ltd., Lonmin plc in v zadnjem času Bushveld Minerals. Poročali so, da so različna raziskovalna in rudarska podjetja v Južni Afriki navedla več kot 20 milijard metričnih ton rude PGE, ki vsebuje približno 38,1 kiloton platine v mineralnih rezervah in virih v Bushveldu. Vsota virov in zalog PGE in zlata je enaka skupno približno 72 kilotonam samo iz kompleksa Bushveld. Večina je podzemnih rudnikov (kot so Longhole Stoping, Drift-and-Fill mining itd.), manj pa je odprtih rudnikov, kot je velik rudnik Mogalakwena.

### Okoljska in zdravstvena vprašanja
Študije izvedljivosti rudarjenja so odkrile vplive na površinske vode, podtalnico, mokrišča, rastlinstvo, živalstvo in s tem povezana družbena vprašanja. Poleg tega ti vplivi vključujejo povečano odvajanje soli, sedimentov v kanale in potoke v bližini rudnikov. Prišlo je do povečanega kratkotrajnega nastajanja prahu, ki onesnažuje zrak in vodo, odtok površinske vode vodi do zmanjšanja oskrbe z vodo za uporabnike na nižji stopnji, možne izgube nekaterih ranljivih rastlinskih in živalskih vrst, zbitja tal in erozije tal; onesnaženje in poslabšanje kakovosti površinske in podzemne vode povzroča pronicanje iz odlagališč odpadne kamnine, zalog, razlitja plina itd. Rudarske dejavnosti, ki močno uporabljajo vodo, bi lahko povzročile izsuševanje lokalnih vodonosnikov. Poleg tega lahko vplivi gradbenih dejavnosti, kot je odstranjevanje naravne zemlje ter hrup strojev in vozil, motijo okoliške ekosisteme.